# Berteroa mutabilis
Berteroa mutabilis là một loài thực vật có hoa trong họ Cải. Loài này được (Vent.) DC. mô tả khoa học đầu tiên năm 1821.